# Steinieform

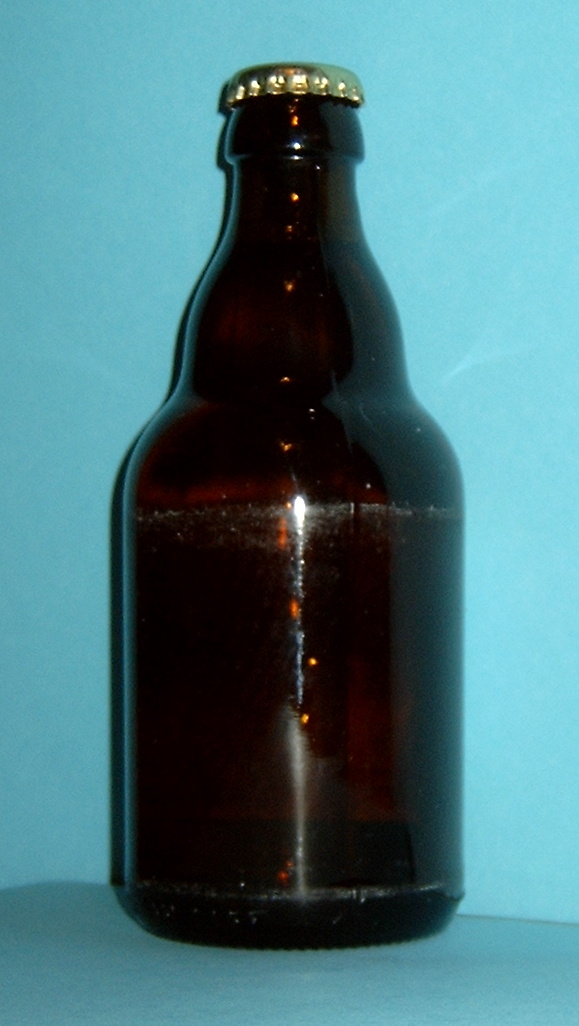
Forma d'una Steinieform.

 Steinieform  és un format estàndard d'ampolla de cervesa d'un terç de litre de volum popular en molts països europeus al començament del segle xx. Va ser anomenada per primera vegada el 1953 com format  DIN 6199  (o legalment com "Normblatt für die Bierflasche Steinieform 0,33-l"). Les dimensions de l'ampolla eren un estàndard i la seva altura era igual a 174 mm, l'ample interior 70,5 mm i el pes de l'ampolla en buit era de 270 g. Abans de l'aparició de la llauna de cervesa aquest continent era molt apreciat i popular, el seu ús va ser desapareixent a la fi del segle xx.